# 聖保林教堂

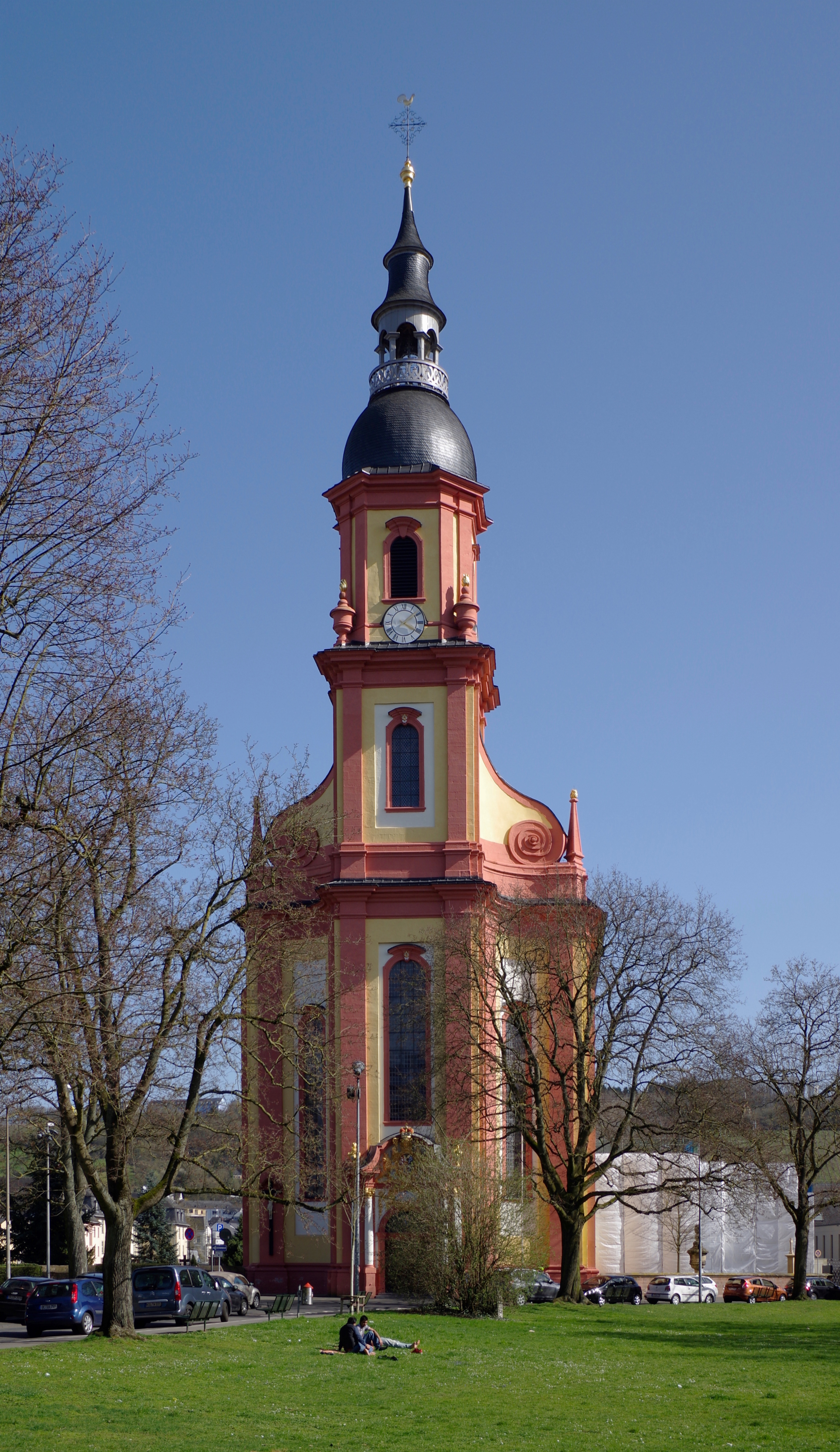
聖保林教堂

聖保林教堂（德語：St. Paulinskirche）是位於德國城市特里爾的一座巴洛克式教堂。現在的教堂其實已經是第三代教堂。第一代教堂修建於4世紀，在1093年被燒毀。第二代教堂修建於1148年，在1674年被法國軍隊炸毀。現在的教堂則修建於1734年至1753年。

## 外部連結
维基共享资源上的相關多媒體資源：St Paulinus' Church